# Eric Marienthal
Eric Marienthal (ur. 13 grudnia 1957 w Sacramento) – amerykański saksofonista, najbardziej znany z dokonań w gatunkach jazz, jazz fusion, smooth jazz i pop. Muzyk sesyjny.
Absolwent Berklee College of Music. Członek grupy Chick Corea Elektric Band.
Marienthal współpracował z takimi artystami jak Walk Away, Elton John, Barbra Streisand, Billy Joel, Stevie Wonder, Dionne Warwick, Burt Bacharach, Aaron Neville, Johnny Mathis, Dave Grusin, Lee Ritenour, David Benoit, The Rippingtons, Patti Austin, Lou Rawls, David Lee Roth, Yellowjackets, B.B. King, Ramsey Lewis, Patti LaBelle, Olivia Newton-John, Jeff Lorber i wieloma innymi.
Jest wykonawcą przewodniego tematu serialu Moda na sukces.

## Dyskografia solowa
- Just Around the Corner, 2007 – Peak Records
- Got You Covered, 2005 – Peak Records
- Sweet Talk, 2003 – Peak Records
- Turn Up the Heat, 2001 – Peak Records
- Walk Tall: Tribute to Cannonball Adderley, 1998 – PolyGram/i.e.Music
- Easy Street, 1997 – PolyGram/Verve/i.e.Music
- Street Dance, 1994 – GRP Records
- One Touch, 1993 – GRP Records
- Oasis, 1991 – GRP Records
- Crossroads, 1990 – GRP Records
- Round Trip, 1989 – GRP Records
- Voices of the Heart, 1987 – GRP Records
- Compilation Collection, 1997 – GRP Records